# دهستان چکر
دهستان چکر، یکی از دهستان‌های بخش بولی شهرستان چوار در استان ایلام ایران است.

## جمعیت
جمعیت دهستان چکر براساس سرشماری عمومی نفوس و مسکن در سال ۱۳۹۵ برابر با ۳۲۱ نفر بوده‌است.